# Snyder Motor & Manufacturing Company
Snyder Motor & Manufacturing Company war ein US-amerikanischer Hersteller von Automobilen.

## Unternehmensgeschichte
G. J. Snyder und R. E. Blackwell gründeten 1914 das Unternehmen in Cleveland in Ohio. Sie begannen mit der Produktion von Automobilen. Der Markenname lautete Snyder. Im gleichen Jahr endete die Produktion.
Es bestand keine Verbindung zur D. D. Snyder & Company, die ein paar Jahre vorher den gleichen Markennamen verwendete.

## Fahrzeuge
Zur Wahl standen zwei Modelle. Sie wurden zwar als Cyclecars bezeichnet, allerdings überschritten ihre Motoren das Limit von 1100 cm³ Hubraum.
Ein Modell hatte einen luftgekühlten V2-Motor. 88,9 mm Bohrung und 93,218 mm Hub ergaben 1157 cm³ Hubraum und 9 PS Leistung. Die Motorleistung wurde über ein Zweigang-Planetengetriebe und eine Kardanwelle an die Hinterachse übertragen. Das Fahrgestell hatte 254 cm Radstand und 127 cm Spurweite. Der Aufbau war ein Roadster mit zwei Sitzen. Der Neupreis betrug 390 US-Dollar.
Das andere Modell hatte einen wassergekühlten Vierzylindermotor mit den Maßen 69,85 mm Bohrung und 101,6 mm Hub. Der Motor leistete 12 PS aus 1557 cm³ Hubraum. Das Fahrgestell entsprach dem ersten Modell. Ein zweisitziger Roadster stand für 425 Dollar in den Preislisten. Daneben gab es einen viersitzigen Tourenwagen für 450 Dollar.